# Minecraft
|  | Spekulativ artikel Bemærk at denne artikel er præget af spekulationer og bør omskrives, så fakta er understøttet af verificerbare kilder. |

Minecraft er et sandbox-computerspil fra 2011 udviklet af Mojang Studios. Spillet blev skabt af Markus "Notch" Persson i programmeringssproget Java. Efter adskillige tidlige private testversioner blev den først offentliggjort i maj 2009, før den blev officielt udgivet i november 2011, hvor Notch trak sig, og Jens "Jeb" Bergensten overtog udviklingen. Minecraft er det bedst sælgende videospil i historien med over 300 millioner solgte eksemplarer og næsten 140 millioner månedlige aktive spillere i 2021. Den er blevet udgivet til flere platforme.
I Minecraft skal spilleren udforske og transformere en verden bygget af kubikmeterstore terninger. Udover terninger består verden også af planter, væsner og genstande. Spillet er helt åbent, så man kan stort set gøre, hvad man vil i sin verden. Man kan blandt andet engagere sig i minedrift, bekæmpe fjendtlige væsner og bygge nye terninger og værktøjer ved at samle forskellige ressourcer. Derudover kan spillere skabe teksturer, kreationer og kunstværker.
Minecraft har modtaget kritikerros, vundet adskillige priser og senere blevet citeret som et af de bedste videospil, der nogensinde er skabt. Spillet er også blevet brugt i undervisningsmiljøer til at undervise i kemi, computerstøttet design og datalogi. Der er lavet adskillige spin-offs, herunder Minecraft: Story Mode, Minecraft Earth, Minecraft Dungeons og den seneste udgivelse Minecraft Legends.

## Minecon
Minecon (alternativt med store bogstaver som MineCon eller MINECON) er en årlig interaktiv livestream- og fankongres om videospillet Minecraft, der er hostet af Mojang.[1] Den første sammenkomst i 2010 var kendt som MinecraftCon. Arrangementet gik derefter under navnet Minecon fra 2011 til 2019. Minecon 2011-konventet blev afholdt i Las Vegas og fejrede lanceringen af spillet med Minecraft-relaterede diskussionspaneler og spilområder. Det seneste personligt stævne, Minecon 2016, afholdt i Anaheim, havde 12.000 deltagere. Et forsøg på at vende tilbage til personlige begivenheder blev forhindret på grund af COVID-19-pandemien.
Siden 2017 har Minecon taget form af en interaktiv livestream, og som sådan var Minecon 2016 den sidste personlige konference, der bar Minecon-navnet. Livestreamen hed Minecon Earth i 2017 og 2018, og blev senere omdøbt til Minecon Live i 2019 og Minecraft Live med start i 2020.

## Gameplay
Minecraft er et overlevelsesspil, hvor der gælder om at overleve med de ressourcer, man har til rådighed. Når man starter et nyt spil, bliver der genereret en ny verden, med alle råstoffer, som findes i Minecraft. Som spiller går det helt simpelt ud på at finde råstoffer, crafte dem om til værktøjer, maskiner og andet, og på den måde gøre det lettere at overleve. Spillet er bygget op af blokke, som for det meste er firkantede. Blokke som sten, jord, sand og grus er almindelige, mens blokke som diamant, guld og smaragd (fra 1.3.1) er mere sjældne. Om natten bliver der så tilføjet diverse monstre til spillet, som udgør ens fjender. De kan slås med sværd, bue og pil, samt finurlige opfindelser, som spilleren selv laver.
- Multiplayer

Det er muligt at spille multiplayer i Minecraft, som betyder at du kan spille online, med venner og fremmede helt gratis, da Mojang har udviklet en server. Det betyder at alle kan lave en server. Serveren kan downloades på Minecraft's officielle hjemmeside. Det er både egnet til at finde servere fra ubekendte, men man kan også oprette en server som privat til fx sine venner.

### Overlevelse
Overlevelse er en spiltilstand hvor man spiller spillet med en større udfordring end eksempelvis kreativ. For at kunne bygge, skal man først indsamle materialer som man bruger til at bygge bygninger og grave miner med. Våben og værktøj er nødvendigt for at kunne overleve. Specielle ressourcer kan kun samles ved brug af specialværktøj.
Der er tre andre aspekter i Minecrafts overlevelses-del, som adskiller sig fra den kreative tilstand ved:
- at man har en helbreds-indikator (Baseret på 20 halve hjerter), så man har mulighed for at 'dø', når den er tom. Man mister liv, når man slår sig, kvæles eller på anden måde blive skadet[2][3][4][5].
- at man har en sult-indikator (hungerbar), så man skal spise med mellemrum alt efter, hvor meget og hvad man spiser og foretager sig.
- at man selv skal gå rundt i verdenen og samle ressourcer.
- at der findes et slutspil (endgame), hvor man skal slås mod en stor drage kaldet enderdragen (enderdragon), enderdragen har meget liv og er svær at bekæmpe. Enderdragen har meget betydning for spillet.

### Kreativ
Kreativ er en spiltilstand i Minecraft, som gør det muligt at bygge konstruktioner uden at tænke på ressourcer. Man er ikke påvirket af sult, og man er udødelig, og kan flyve frit rundt i spillets verden. Spilleren har adgang til alle ressourcer fra survival, og dertil nogen specielle ting som det ikke er muligt at skaffe, fra han/hendes rygsæk (inventory) som fx comandblock og bedrock. Alle væsener i spillet, herunder fjendtlige monstre, kan stadig forekomme under rette forhold, men de kan ikke angribe spilleren uden provokation fra spillerens side.

### Classic
Den første version af Minecraft, Classic, er nu en form for demo-version af det rigtige spil. I modsætning til den fulde version er spillet gratis, det eneste det kræver for at man kan spille er bare at registre sig som bruger på minecraft.net. Det fungerer meget på samme måde som Creative, det vil sige at, spilleren har ubegrænsede ressourcer, til at bygge med, og at han/hun kan smadre blokke med ét klik. Der er ingen mobs (dyr og monstre), og der er en række færre blokke. Nogle blokke fungerer anderledes i Classic, da deres adfærd er blevet ændret og modificeret i nyere opdateringer, for eksempel vil TNT i Classic bare blive udvundet ligesom alle andre blokke, mens det i Alpha og de tidlige Beta-versioner ville sprænge.
Classic kan blive spillet både i browser, downloades, og spilles både som enkelt spiller og flere spillere sammen. Classic er det mest anvendte mode i Minecraft

## Udvikling
Før Markus Persson skabte Minecraft, arbejdede han som spiludvikler hos King indtil marts 2009, hvor han tjente på at lave og vedligeholde browserspil, og i løbet af tiden lærte han forskellige computersprog
Den første større opdatering af Minecraft, navngivet Alpha, blev udgivet den 30. juni 2010. Programmet til Minecraft blev færdiglavet af Persson i løbet af en weekend, og en privat test blev udgivet på TigIRC den 16. maj 2009. Persson opdaterede spillet baseret på feedback . Den version blev senere kendt som den klassiske version. Yderligere udviklingsfaser kaldet Survival Test , Indev og Infdev blev udgivet i 2009 og 2010.

## Vinder-kriterierne
Selvom Minecraft for det meste er et sandbox-game (sandkassespil), indeholder det også nogle eventyrselementer, som også optræder i f.eks. World Of Warcraft. Hvis man skal give spillet et mål må det være at tage til den tredje dimension, The End, og besejre Ender-dragen. Denne dimension er også hjemsted for Endermen, en race af mobs, som kan teleportere sig, og mærke hvornår man kigger på dem. For at finde The End, må man først opdage de computergenererede Strongholds, og kæmpe sig vej til en End-portal.
Ved at slå Enderdragen ihjel får spilleren mulighed for at forlade End-dimensionen via en portal, hvilket vil frembringe spillets rulletekster, og en lille konversation mellem spilleren og gud. Derefter vil spilleren komme tilbage til den originale verden. Når man har dræbt Enderdragen stiger man cirka 60 levels.

## Demo
Minecraft demo-version er en gratis version af Minecraft. Man kan ikke spille online i demo versionen, kun have en verden af gangen og spille ca. halvanden time pr. verden. Men nu i version 1.4.5 kan man spille i en verden så lang tid man vil og man ville kunne spille multiplayer.

## Mods
Minecraft er mod-kompatibel og derfor kan udviklere med forstand på Java lave udvidelser til spillet, for eksempel tilføje nye værktøjer, maskiner mobs(modstander, dyr) eller andet. Det er muligt at få specielle "server-mods" som giver større mulighed for at konfigurere sin multiplayer-server. En af de mere avancerede er Bukkit, men hvis man bare vil opgradere sin server på en enkel måde, kan man også installere f.eks. Simple Server.

## Kulturen omkring Minecraft
Der er en større fankultur omkring Minecraft, med vejledninger (både som bøger og online - dels traditionelle websites, dels YouTube-kanaler), merchandise, klaner, film og konkurrencer.